# Ritratto di Luigi Alessandro Gonzaga
Il ritratto di Luigi Alessandro Gonzaga è un dipinto olio su tela di artista ignoto databile tra il 1600 e il 1624 e conservato presso il Collegio delle Nobili Vergini di Gesù di Castiglione delle Stiviere.

## Storia e descrizione
Il ritratto, che rappresenta il marchese di Castel Goffredo Aloisio Gonzaga (Luigi Alessandro Gonzaga) (1494-1549) in armi, fa parte di una serie di opere pittoriche custodite all'interno del Collegio delle Nobili Vergini di Gesù, congregazione religiosa fondata da Cinzia Gonzaga (1589-1649) assieme alle sorelle Olimpia (1591-1645) e Gridonia (1592-1650): figlie del marchese di Castiglione delle Stiviere Rodolfo Gonzaga (fratello minore di san Luigi Gonzaga), quando il padre scomunicato venne assassinato a Castel Goffredo nel 1593 decise di espiare le colpe della famiglia abbracciando la vita religiosa.
Sullo sfondo del quadro campeggia la scritta ALOVISIVS GONZ. RODULFI F. (tradotto: Aloisio Gonzaga, figlio di Rodolfo), con chiaro riferimento al padre Rodolfo (1452-1495).